# Cristian Dănălache
Cristian Costin Dănălache, né le 15 juillet 1982 à Bucarest, est un footballeur roumain qui évolue au poste d'attaquant.

## Biographie
Cristian Dănălache évolue dans cinq pays : en Roumanie, en Arabie saoudite, en Israël, en Chine et en Corée du Sud.
Il dispute notamment 75 matchs en première division roumaine, inscrivant 15 buts, et 73 matchs en première division chinoise, marquant 37 buts. Il inscrit 23 buts en Chinese Super League lors de l'année 2012, avec notamment deux triplés et cinq doublés, ce qui fait de lui le meilleur buteur du championnat.
Il joue deux matchs en Coupe de l'UEFA lors de la saison 2008-2009 avec le club roumain du FC Unirea.

## Palmarès

### Club
Unirea Urziceni
- Champion de Roumanie en 2009.
- Finaliste de la Coupe de Roumanie en 2008.
- Finaliste de la Supercoupe de Roumanie en 2009.

 Jiangsu Sainty
- Vice-champion de Chine en 2012
- Vainqueur de la Supercoupe de Chine en 2013.

### Distinctions individuelles
- Meilleur buteur du championnat de Chine en 2012 (23 buts)
- Élu joueur de l'année du championnat de Chine en 2012.